# Жан дьо Ла Форе
Жан дьо Ла Форе (на френски: Jean de La Forest; починал в Константинопол, 1537 г.) е френски духовник и дипломат.
Той е първият официален френски посланик в Османската империя – представител на крал Франсоа I в двора на Сюлейман Великолепни от 1534 до 1537 г.
Изпратен е в османската столица, за да осигури търговско и военно сближаване между Франция и Османската империя, насочено срещу империята на Карл V. Усилията му дават резултат: през 1536 г. Османската империя подписва търговски договор с Франция - т.нар. Капитулации, които осигуряват на Франция специални привилегии в търговията с Османската империя чак до 19 в.
Франсоа дьо Ла Форе договаря и общи френско-османски военни действия срещу италианските владения на свещеноримския император Карл V по време на Италианската война от 1536-1538 г.
Умира в Константинопол през 1537 г. След смъртта му френската мисия в Османската империя е оглавена от Антонио Ринкон.
|  | Тази страница частично или изцяло представлява превод на страницата Jean de La Forêt в Уикипедия на английски. Оригиналният текст, както и този превод, са защитени от Лиценза „Криейтив Комънс – Признание – Споделяне на споделеното“, а за съдържание, създадено преди юни 2009 година – от Лиценза за свободна документация на ГНУ. Прегледайте историята на редакциите на оригиналната страница, както и на преводната страница, за да видите списъка на съавторите. ВАЖНО: Този шаблон се отнася единствено до авторските права върху съдържанието на статията. Добавянето му не отменя изискването да се посочват конкретни източници на твърденията, които да бъдат благонадеждни. |